# 陈晓卿
陈晓卿（1965年11月19日—），出生于安徽省灵璧县，纪录片导演，制作人，现任腾讯视频副总编辑，稻来纪录片实验室负责人。
曾任大型纪录片《森林之歌》、《百年中国》、《舌尖上的中国》第一、二季，《风味人间》等总导演，《舌尖上的新年》、《寻味顺德》等艺术顾问。
陈晓卿自1989年以来，在中央电视台从事纪录片创作与管理，曾带领团队制作完成大量纪录片，如《孤岛记事》、《远在北京的家》、《龙脊》、《百年中国》、《甲子》、《森林之歌》、《丝路，重新开始的旅程》、《舌尖上的中国》第一、二季等，获得包括“五个一工程奖”、电视“星光”奖、中国（四川）国际电视节“金熊猫”奖、中国（上海）国际电视节“白玉兰”奖、中日韩电视制作者大奖、中国（青海）世界山地纪录片节“玉昆仑”奖、中国（广州）国际纪录片节“金红棉”奖、中国纪录片国际选片会评委会大奖在内的多个国内外奖项。